# South Fork (Misuri)
South Fork es un lugar designado por el censo ubicado en el condado de Howell en el estado estadounidense de Misuri. En el Censo de 2010 tenía una población de 241 habitantes y una densidad poblacional de 26,5 personas por km².

## Geografía
South Fork se encuentra ubicado en las coordenadas 36°38′17″N 91°57′17″O / 36.63806, -91.95472. Según la Oficina del Censo de los Estados Unidos, South Fork tiene una superficie total de 9.09 km², de la cual 9.09 km² corresponden a tierra firme y (0.06%) 0.01 km² es agua.

## Demografía
Según el censo de 2010, había 241 personas residiendo en South Fork. La densidad de población era de 26,5 hab./km². De los 241 habitantes, South Fork estaba compuesto por el 96.27% blancos, el 0.41% eran afroamericanos, el 1.66% eran amerindios, el 0% eran asiáticos, el 0% eran isleños del Pacífico, el 1.66% eran de otras razas y el 0% pertenecían a dos o más razas. Del total de la población el 1.66% eran hispanos o latinos de cualquier raza.